# Осакаровський район
Осака́ровський район (каз. Осакаров ауданы, рос. Осакаровский район) — адміністративна одиниця у складі Карагандинської області Казахстану. Адміністративний центр — селище Осакаровка.

## Історія
Утворений 28 грудня 1940 року.

## Населення
Населення — 30467 осіб (2021; 35221 у 2009, 44317 у 1999, 55763 у 1989).

## Склад
До складу району входять 21 сільський округ та 2 селищні адміністрації:
| Поселення                          | Площа, км² | Населення, осіб (1989) | Населення, осіб (1999) | Населення, осіб (2009) | Населення, осіб (2021) | Центр        | Населені пункти |
| ---------------------------------- | ---------- | ---------------------- | ---------------------- | ---------------------- | ---------------------- | ------------ | --------------- |
| Молодіжна селищна адміністрація    | -          | 7876                   | 6817                   | 6139                   | 5806                   | Молодіжний   | 1               |
| Осакаровська селищна адміністрація | -          | 10660                  | 8080                   | 8046                   | 8812                   | Осакаровка   | 1               |
| Акбулацький сільський округ        | -          | 1458                   | 1391                   | 1253                   | 1202                   | Акбулак      | 2               |
| Батпактинський сільський округ     | -          | 3644                   | 2904                   | 1939                   | 1628                   | Батпакти     | 4               |
| Єсільський сільський округ         | -          | 2806                   | 2428                   | 2130                   | 1799                   | Єсіль        | 2               |
| Жансаринський сільський округ      | -          | 1846                   | 1130                   | 665                    | 370                    | Аманконир    | 5               |
| Жулдизький сільський округ         | -          | 942                    | 472                    | 308                    | 213                    | Жулдиз       | 1               |
| Іртиський сільський округ          | -          | 1203                   | 878                    | 268                    | 113                    | Іртиське     | 1               |
| Карагайлинський сільський округ    | -          | 1760                   | 1692                   | 1379                   | 1102                   | Карагайли    | 5               |
| Каратомарський сільський округ     | -          | 737                    | 855                    | 730                    | 540                    | Каратомар    | 1               |
| Кундуздинський сільський округ     | -          | 1115                   | 904                    | 587                    | 422                    | Шункиркол    | 1               |
| Маржанкольський сільський округ    | -          | 1472                   | 1055                   | 618                    | 393                    | Маржанкол    | 2               |
| Мирний сільський округ             | -          | 1685                   | 952                    | 634                    | 462                    | Мирне        | 1               |
| Ніколаєвський сільський округ      | -          | 1691                   | 1248                   | 810                    | 544                    | Ніколаєвка   | 3               |
| Ніязький сільський округ           | -          | 1221                   | 1191                   | 758                    | 473                    | Караколь     | 3               |
| Озерний сільський округ            | -          | 1747                   | 1463                   | 1029                   | 862                    | Озерне       | 2               |
| Піонерський сільський округ        | -          | 3004                   | 2571                   | 2008                   | 1618                   | Піонерське   | 3               |
| Родниковський сільський округ      | -          | 1287                   | 1066                   | 894                    | 645                    | Родниковське | 2               |
| Садовий сільський округ            | -          | 2258                   | 1493                   | 1032                   | 698                    | Садове       | 2               |
| Сариозецький сільський округ       | -          | 2561                   | 2190                   | 1916                   | 1240                   | Сариозек     | 4               |
| Сункарський сільський округ        | -          | 1904                   | 1435                   | 853                    | 549                    | Сункар       | 3               |
| Трудовий сільський округ           | -          | 1733                   | 1425                   | 1016                   | 822                    | Трудове      | 2               |
| Шидертинський сільський округ      | -          | 1153                   | 677                    | 209                    | 154                    | Шидерти      | 1               |

## Найбільші населені пункти
Населені пункти з чисельністю населення понад 1000 осіб:
| № | Населений пункт | Населення, осіб (1989) | Населення, осіб (1999) | Населення, осіб (2009) | Населення, осіб (2021) |
| - | --------------- | ---------------------- | ---------------------- | ---------------------- | ---------------------- |
| 1 | Осакаровка      | 10660                  | 8080                   | 8046                   | 8812                   |
| 2 | Молодіжний      | 7876                   | 6817                   | 6139                   | 5806                   |
| 3 | Єсіль           | 2260                   | 1913                   | 1683                   | 1372                   |
| 4 | Акбулак         | 1133                   | 1239                   | 1203                   | 1183                   |